# Jørgen Borg
Jørgen Borg (født 15. februar 1945 i Aarhus-bydelen Risskov) er fotograf. 
Jørgen har samarbejdet med andre kunstnere blandt andre Ole Sarvig i I lampen: en skærmnovelle (1974), fotograferet sammen med Morten Bo, Peter Seeberg i Slå fritiden ihjel fra 1986 og Ingvar Cronhammar med den planlagte bog om Jydsk Folkekunst (arbejdstitel) fotograferet af Jørgen Borg, det sidste samarbejde har løbet over 30 år. 
Borg er med i kunstnersammenslutningen Guirlanden, der holder til i Aarhus.
Jørgen Borg blev udpeget sammen med 13 andre fotografer til at deltage i projektet Danmark under forvandling, det har udmøntet sig i en bog og udstillinger i 2010. 

## Reference
1. ↑  Politiken, Kultur sektionen, den 14. juni 2008